# Три семьи
«Три семьи» (итал. Tre piani, буквальный перевод — «Три этажа») — художественный фильм совместного производства Италии и Франции режиссёра Нанни Моретти с Риккардо Скамарчо, Маргеритой Буй и Альбой Рорвахер в главных ролях. Премьера картины состоялась на Каннском кинофестивале в июле 2021 года.

## Сюжет
Герои фильма — члены нескольких семей, занимающих три разных этажа в римском кондоминиуме. Литературной основой сценария стал роман израильского писателя Эшколя Нево, в котором действие происходит в Тель-Авиве.
На первом этаже живут Лучио и Сара. Они часто доверяют свою дочь, маленькую Франческу, живущей напротив пожилой паре, Джованне и Ренато. Последний страдает старческой деменцией. Однажды вечером Ренато и Франческа уходят на прогулку и теряются. Лусио, найдя их в парке, начинает подозревать Ренато в сексуальных домогательствах к девочке. Подозрения постепенно превращаются в одержимость. Ренато умирает, Джованна, убеждённая, что виной всему поведение Лучио, разрывает отношения с соседями. Позже в доме поселяется несовершеннолетняя племянница Джованны Шарлотта, и Лучио попадает под суд из-за обвинений в изнасиловании. Его брак из-за этого распадается. Впоследствии обвинения снимают — в том числе благодаря Шарлотте, которая вопреки совету матери и бабушки решает не подавать апелляцию.
На втором этаже живут Джорджо, Моника и их дочь Беатрис. Моника остро переживает своё внутреннее одиночество и боится сойти с ума подобно матери. У неё действительно начинаются видения, а после рождения второго ребёнка наступает полное сумасшествие. Джорджо приходится выполнять все обязанности по дома, а Беатрис надеется, что когда-нибудь её мать вернётся.
На третьем этаже живут Дора и Витторио (оба судьи) с 20-летним сыном Андреа. Однажды ночью Андреа садится за руль пьяным и насмерть сбивает женщину. Он просит родителей помоть ему избежать тюрьмы, но Витторио считает, что должно быть справедливое наказание, и заставляет жену сделать болезненный выбор: либо он, либо сын. Дора в конце концов выбирает мужа. Из-за этого Андреа, выйдя из тюрьмы, решает навсегда порвать с родителями. После смерти Витторио Дора, оказавшись совершенно одна, решает начать путь к обретению себя: она меняет дом, избавляется от вещей мужа, прекращает соблюдать установленные им правила. Благодаря случайной встрече ей удастся наладить отношения с сыном. Выясняется, что она уже стала бабушкой.

## В ролях
- Риккардо Скамарчо — Лучо
- Маргерита Буй — Дора
- Альба Рорвахер — Моника
- Нанни Моретти — Витторио
- Алессандро Спердути — Андреа

## Создание и оценки
Съёмки «Трёх семей» проходили в Риме с марта по май 2019 года. Фильм был впервые показан на кинофестивале в Каннах 12 июля 2021 года, где удостоился 11-минутных оваций. Позже состоялся специальный показ на кинофестивале в Торонто. 23 сентября того же года картина вышла в итальянский прокат.
На сайте-агрегаторе отзывов Rotten Tomatoes картина получила рейтинг 48 % при средней оценке 4,9 из 10. На сайте Metacritic средняя оценка составила 42 балла из 100. Обозреватель Screen Daily Ли Маршалл в своей рецензии охарактеризовал «Три семьи» как неплохой, но в целом заурядный фильм, явно не дотягивающий до уровня «Комнаты сына» того же режиссёра. Схожего мнения придерживается Дебора Янг из The Hollywood Reporter. По её словам, «фильм может привлечь внимание арт-хаусной публики, заинтересованной в профессионально сделанной драме без излишеств. Но для тех, кто ищет картину, в которой исследуются новые истории или присутствуют технические изыски, эта история будет разочарованием. Прежде всего потому, что тема обычных людей, которые борются со своими надеждами и страхами, не доходит до необходимых эмоциональных высот».
Антон Долин отметил в связи с премьерой «Трёх семей», что Моретти «с возрастом стал неприлично сентиментален и начисто утратил чувство юмора». Очередной фильм режиссёра, по мнению критика, — мыльная опера, сделанная, правда, «профессионально и трогательно».